# Flávio Minuano
Flávio Almeida da Fonseca, detto Flávio Minuano (Porto Alegre, 9 luglio 1944), è un ex calciatore brasiliano.

## Caratteristiche tecniche
Giocava come attaccante; aveva grandi capacità realizzative, tanto da affermare di aver segnato 1070 gol nel corso della sua carriera. Disse che il millesimo gol lo segnò nel Pelotas, contro il Caxias allo stadio Alfredo Jaconi. Fu quello del pareggio per 3 a 3.

## Carriera

### Club
Suonatore di sassofono fin da piccolo, effettuò il provino per l'Internacional di Porto Alegre nel 1959, segnò 3 gol in 35 minuti, e si conquistò la maglia numero 9 della prima squadra, dal 1961 al 1964.
Nel 1964 passò al Corinthians, dove giocò fino al 1969 diventando capocannoniere del Campionato Paulista 1967 con 21 gol.
Da San Paolo si trasferì a Rio de Janeiro, al Fluminense, nel 1969, vincendo il Campionato Carioca, con in finale un derby con il Flamengo in cui il Fluminense vinse per 3 a 2 in rimonta. Con la squadra verde-granata segnò 92 gol in 115 partite.
Dopo questa esperienza passò al Porto, segnando 70 reti; tornò infine all'Internacional nel 1974, dove militò fino al 1976, vincendo il campionato 1975 per poi ritirarsi nel 1981.

### Nazionale
Con la Nazionale di calcio del Brasile segnò 9 reti in 17 partite dal 1963 al 1968.

## Palmarès

### Club

#### Competizioni statali
- Campionato Gaúcho: 3

Internacional: 1961, 1975, 1976
- Torneo Rio-San Paolo: 1

Corinthians: 1966
- Campionato Carioca: 1

Fluminense: 1969

#### Competizioni nazionali
- Campionato brasiliano: 1

Internacional: 1975

### Individuale
- Capocannoniere del campionato brasiliano: 1

1975 (16 gol)